# Johan Møller Nielsen
Johan Møller Nielsen (18. april 1908 i Lunde nær Svendborg - 29. juli 1990 i Helsingør) var en dansk maler, grafiker og forfatter.
Johan Møller Nielsen malede i flere forskellige stilretninger, herunder portræt, landskaber og non- figurativt maleri.
Han arbejdede tillige som journalist og var bl.a. redaktør ved Socialdemokraten i 1946. Han var kunstanmelder ved Aktuelt i 1968-77.
Han modtog LO’s kulturpris i 1981.

## Eksterne links
- Beskrivelse på Kulturarvsstyrelsens hjemmeside